# Eulocastra quintana
Eulocastra quintana är en fjärilsart som beskrevs av Swinhoe 1885. Eulocastra quintana ingår i släktet Eulocastra och familjen nattflyn. Inga underarter finns listade i Catalogue of Life.